# Kabardyjsko-Bałkarska Autonomiczna Socjalistyczna Republika Radziecka

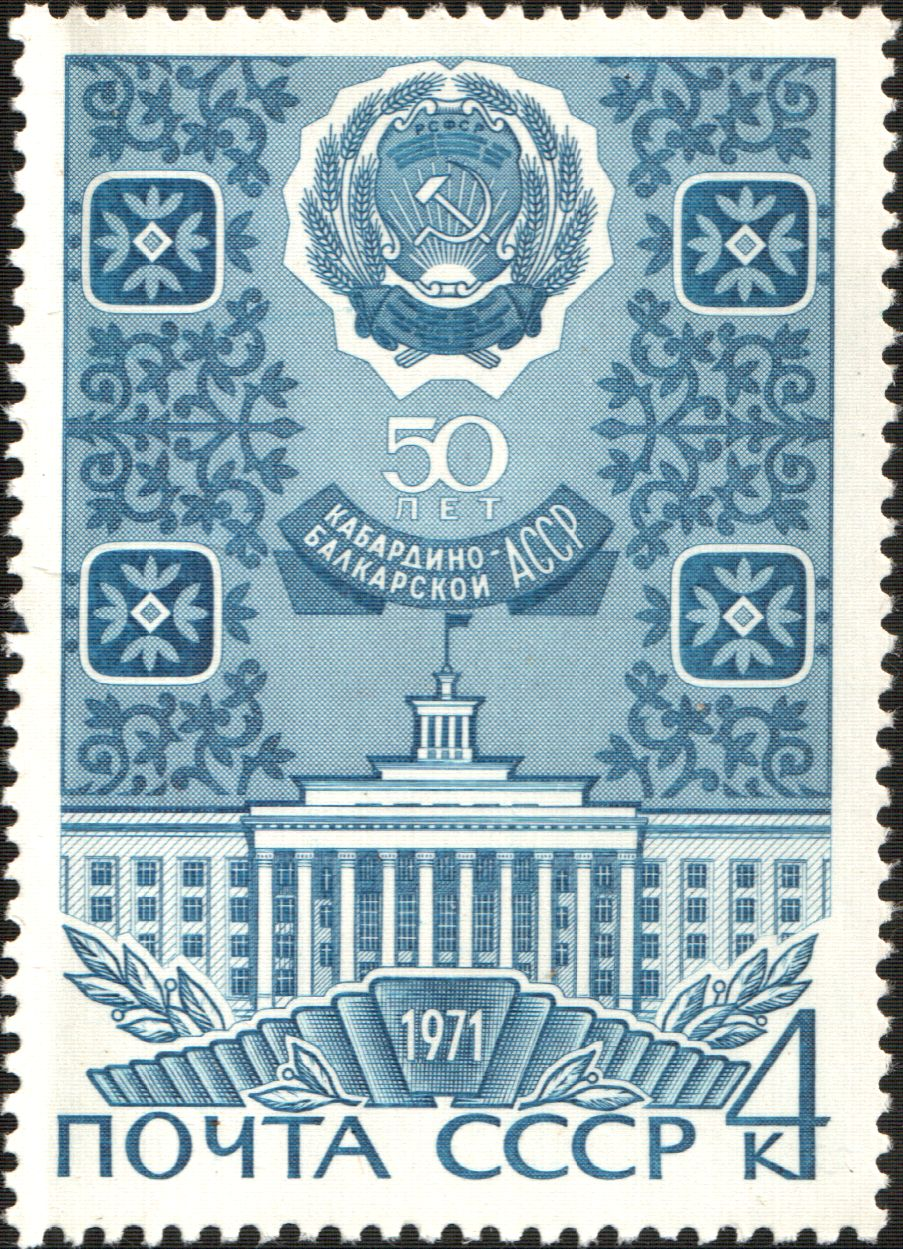
Znaczek pocztowy upamiętniający 50 rocznicę autonomii Kabardo-Bałkarii

Kabardyjsko-Bałkarska Autonomiczna Socjalistyczna Republika Radziecka, Kabardyjsko-Bałkarska ASRR (kab. Къэбэрдей-Балъкъэр АССРК, kar.-bał. Къабарты-Малкъар АССР, ros. Кабардино-Балкарская АССР) – republika autonomiczna w Związku Radzieckim, wchodząca w skład Rosyjskiej Federacyjnej Socjalistycznej Republiki Radzieckiej.
Kabardyjsko-Bałkarska ASRR została utworzona w 1936 r. w wyniku przekształcenia istniejącego od 1922 r. Kabardyjsko-Bałkarskiego Obwodu Autonomicznego. W 1944 r. w ramach represji stalinowskich Bałkarzy zostali wysiedleni z terenu republiki, która została przemianowana na Kabardyjską ASRR. Po śmierci Stalina zezwolono Bałkarom na powrót do ojczyzny i w 1957 r. reaktywowano Kabardyjsko-Bałkarską ASRR. Została zlikwidowana w 1991 r. na fali zmian związanych z rozpadem ZSRR. Jej prawną kontynuacją jest autonomiczna, rosyjska republika Kabardo-Bałkaria.
 Informacje nt. położenia, gospodarki, historii, ludności itd. Kabardyjsko-Bałkarskiej  Autonomicznej Socjalistycznej Republiki Radzieckiej znajdują się w: artykule poświęconym Republice Kabardyjsko-Bałkarskiej, jak obecnie nazywa się ta rosyjska jednostka polityczno-administracyjna